# Senička
Senička (in tedesco Kleinsenitz) è un comune della Repubblica Ceca facente parte del distretto di Olomouc, nella regione di Olomouc.